# Liste der Monuments historiques in Lugon-et-l’Île-du-Carnay
Die Liste der Monuments historiques in Lugon-et-l’Île-du-Carnay führt die Monuments historiques in der französischen Gemeinde Lugon-et-l’Île-du-Carnay auf.

## Liste der Objekte
| Bezeichnung | Beschreibung           | Standort                         | Kennzeichnung | Schutzstatus | Datum | Bild |
| ----------- | ---------------------- | -------------------------------- | ------------- | ------------ | ----- | ---- |
| Glocke      | Bronze, 1531 gegossen  | in der Kirche Saint-Genès (Lage) | PM33000500    | Classé       | 1942  |      |
| Tympanon    | Stein, 11. Jahrhundert | in der Kirche Saint-Genès (Lage) | PM33000589    | Classé       | 1908  |      |